# Logico 1
Logico #1 è un singolo del cantautore italiano Cesare Cremonini, pubblicato il 27 marzo 2014 come primo estratto dal quinto album in studio Logico.

## Descrizione
Il brano è stato scritto dallo stesso Cremonini insieme a Davide Petrella con la produzione musicale di Walter Mameli. In un'intervista rilasciata all'Agenzia Giornalistica Italia, il cantante ha spiegato il significato della canzone e il suo processo di scrittura:

## Tracce
Testi e musiche di Cesare Cremonini e Davide Petrella.
1. Logico #1 – 4:44

## Successo commerciale
Il brano è stato pubblicato nel giorno del 34º compleanno di Cremonini, il 27 marzo 2014 e in sole 2 settimane raggiunge la 4ª posizione tra i brani più venduti in Italia e staziona tra i 5 brani più trasmessi dalle radio italiane. Dopo 4 settimane in classifica è stato certificato disco d'oro dalla FIMI per le oltre 15 000 copie digitali vendute. È caratterizzato da una tastiera elettro-dance.
In seguito nel settembre 2014 il singolo consegue il disco di platino per le 30 000 copie digitali vendute. Nella 52ª settimana del 2014 il brano viene certificato doppio disco di platino con 60 000 copie vendute.
Il brano ha stabilito un nuovo record, risultando la canzone più trasmessa dalle radio per ben 12 settimane consecutive.
Logico #1 è stato inoltre utilizzato per lo spot pubblicitario del nuovo Cornetto x2 di Algida in onda a partire da aprile 2014.

## Classifiche
| Classifica (2014) | Posizione massima |
| ----------------- | ----------------- |
| Italia            | 4                 |
| Italia (airplay)  | 1                 |

### Classifiche di fine anno
| Classifica (2014)         | Posizione |
| ------------------------- | --------- |
| Italia                    | 29        |
| Italia (airplay)          | 3         |
| Italia (airplay italiane) | 1         |